# AO Dafni
AO Dafni B.C. (en griego: Α.Ο. Δάφνης), es un equipo de baloncesto griego con sede en Ática (Atenas), que disputa la competición de la A2 Ethniki. Juega sus partidos como local en el Dafni Indoor Hall, con capacidad para 1200 espectadores.

## Historia
El club como tal nació como un equipo de fútbol, el AO AC Dafnis en 1939, siendo la sección de baloncesto instaurada en 1967. En tan sólo 2 temporadas logran ascender a la máxima categoría del baloncesto heleno, la A1 Ethniki, donde permanecen hasta 1975.
Entre 1997 y 1999 contaron en sus filas con el gran jugador griego Theodoros Papaloukas, ayudando en su última temporada a conseguir su único título de campeón, el de la A2 Ethniki. Permanecen en la primera categoría hasta 2002, cuando descienden de categoría, llegando a pasar incluso por la tercera división, hasta que en 2006 regresan a la segunda competición helena, donde permanecen desde entonces. En 2010 han acabado en la décima posición.

## Palmarés
- A2 Ethniki: 1 (1999)

## Jugadores destacados
| - Fanis Christodoulou - Theodoros Papaloukas - Tzanis Stavrakopoulos - Dinos Angelidis - Giannis Sioutis - Giannis Milonas - Prodromos Dreliozis | - Blue Edwards - Buck Johnson - Rodrick Rhodes - Derrick Chievous - A.J. Bramlett - Mike Smrek - Vasco Evtimov |